# Gerontij Pečerský
Svatý Gerontij Pečerský († 14. století, Kyjev) byl pravoslavný monach Kyjevskopečerské lávry a kanonarcha.
Postřižiny přijal v období dospívání a stal se kanonarchou Uspenského chrámu lávry. Zemřel ve věku 11-12 let.
Ostatky se nachází v Dálných jeskyních lávry.
Jako světec začal být uctíván na konci 17. století, kdy archimandrita Varlaam (Jasinskij) ustanovil svátek Přepodobných otců Dálných jeskyní. Celocírkevní úcta byla zavedena ve druhé polovině 18. století.
Jeho svátek se připomíná 1. dubna.